# Laternaria aeruginosa
Laternaria aeruginosa är en insektsart som först beskrevs av Stsl 1870.  Laternaria aeruginosa ingår i släktet Laternaria och familjen lyktstritar. Inga underarter finns listade i Catalogue of Life.